# 網野站
網野站（日语：／ Amino eki */?）是位於京都府京丹後市網野町下岡119番2號，WILLER TRAINS（京都丹後鐵道）的宮豐線（愛稱為宮津線）車站。車站編號為T20。此站是京都府最北車站。此站被選為第2次近畿車站百選之一。
在2014年，經過京丹後市的「站之愛稱選定委員會」公開招募後，決定把愛稱定為「靜御前和乙姬之里站」。

## 歷史

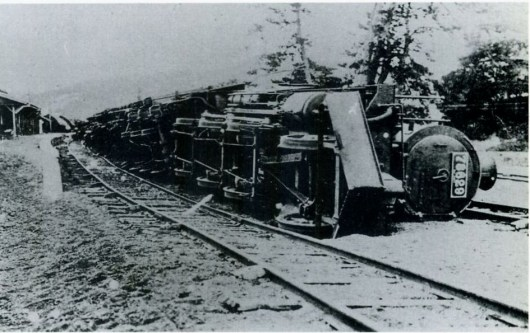
在1927年北丹後地震時，於網野站內翻側的日本國鐵8620形蒸氣機車與牽引車廂

- 1926年（昭和元年）12月25日 - 國有鐵道峰山站至此站之間開通，此站啟用[1]。
- 1927年（昭和2年）3月7日 - 發生北丹後地震，於站內的一列列車翻側。由於乘客已經離開車廂，因此沒有人受傷[3]。
- 1931年（昭和6年）5月25日 - 國有鐵道此站至丹後木津站（現時：夕日浦木津溫泉站）之間開通[1]。
- 1987年（昭和62年）4月1日：伴隨國鐵分割民營化，車站由西日本旅客鐵道（JR西日本）營運[1]。
- 1990年（平成2年）4月1日：宮津線由北近畿丹後鐵道接管，成為北近畿丹後鐵道車站[1]。
- 2015年（平成27年）4月1日：由WILLER TRAINS接管車站，成為京都丹後鐵道宮豐線車站。

## 車站構造
車站是一座地面車站，設有2面3線混合式月台，可進行列車交會。車站大樓外觀是以遊艇作為主題。大樓位於單式月台側（3號月台），單式月台對面為島式月台（1、2號月台）。兩月台之間設有跨線橋連接。
此站是丹鐵線內15個有人車站之一。此站委托了京丹後市負責車站業務，為簡易委託車站。在早上和晚上沒有車站職員當值。此站設有自動售票機。
在售票櫃臺中，可購買硬票的入場票、乘車票（丹鐵線內、直通至JR線）、自由席特急票（包括前往京都的繼乘優惠）。
曾經在候車室內設有Kiosk，後來在2011年4月29日結業，商店設施被撤走。在2013年10月1日，「京丹後市觀光情報中心」開幕。同時，京丹後市觀光協會（現時：京丹後市觀光公社）事務局和丹後地域地場產業振興中心（和睦丹後）遷移至車站大樓內。但是，京丹後市觀光情報中心在2019年4月關閉。

### 月台
| 月台 | 路線    | 上下行 | 方向             | 備註                        |
| ---- | ------- | ------ | ---------------- | --------------------------- |
| 1、2 | ■宮豐線 | 下行   | 久美濱、豐岡方向 |                             |
| 3    | ■宮豐線 | 上行   | 天橋立、宮津方向 | 從此站出發的列車使用1號月台 |

在上述的路線名稱中，採用了乘客資訊上稱呼的（愛稱）名字。
曾經在車站大樓一方的月台（上行月台）是1號月台。在運輸指令上，1號月台為「3號線」，2號月台為「2號線」，3號月台為「1號線」。在WILLER TRAINS接管後，月台編號與運輸指令都是一致的。從車站大樓的月台編號為3、2、1號月台。
3號月台為上行本線，2號月台為下行本線。1號月台為上下行副本線，該月台主要讓來自西舞鶴、福知山方向的列車折返使用，包括特急丹後接力號和快速列車等列車。
每日設有3班列車以此站為終點站，當中早上1班特急列車可轉乘下一班普通列車，而該列車會改變列車編號並繼續前往豐岡，因此使用2號月台。

## 車站周邊

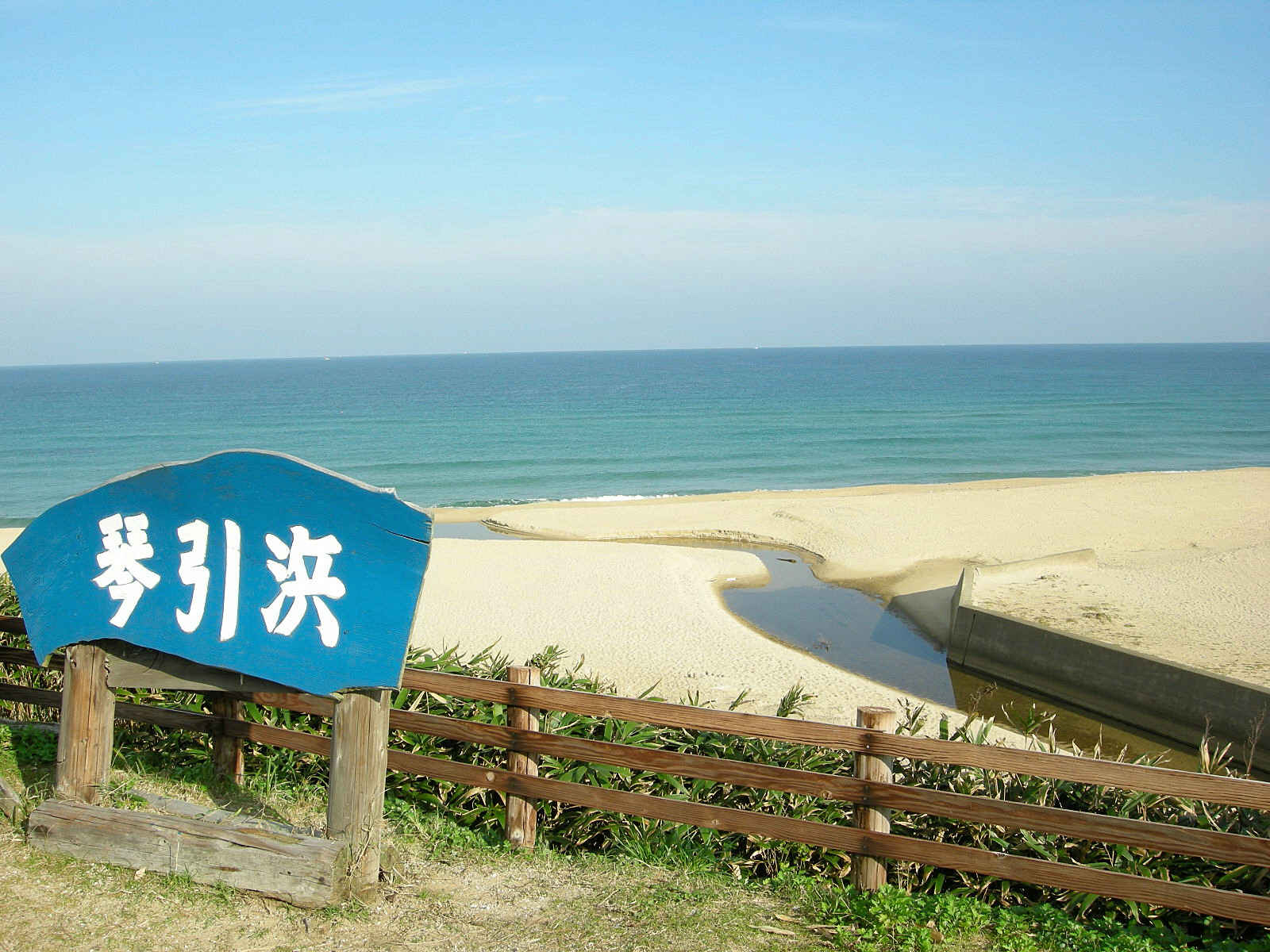
琴引濱

網野の中心市街地とは離れており、北へ1キロ程度行く必要がある。
- 京丹後市網野廳舍
- 琴引濱（日语：琴引浜）（轉乘丹海巴士於琴引濱下車）
- 琴引濱鳴砂文化館（日语：琴引浜鳴き砂文化館）（轉乘丹海巴士於琴引濱下車）
- 淺茂川溫泉靜之里（轉乘丹海巴士於日吉橋下車）
- 京都銀行網野分店
- 丹後地域地場產業中心「和睦丹後」
- 京都府立網野高等學校（日语：京都府立網野高等学校）
- 國道178號（日语：国道178号）
- 鄉村斷層（日语：郷村断層）
- 最北子午線塔
- 順天堂（日语：ジュンテンドー）網野店
- 米利 Heart & Green（日语：コメリ）網野店
- Godai藥品（日语：ゴダイ）網野店
- 羅森京丹後網野店
- 羅森網野高校前店
- FamilyMart網野町店

## 巴士路線
- 丹後海陸交通

## 的士
- 峰山的士
曾經設有日本交通（日语：日本交通 (福知山市)）網野營業所，在2013年7月20日關閉，於此站前常駐的的士也不再停在此站前。在同年12月1日，峰山的士開始常駐站前[4]。
- 網野的士

## 使用狀況
此站附近有許多海灘。因此夏天會有許多海灘客到訪。冬天也會有許多旅客到訪品嘗螃蟹。同時，此站設有特急列車停站。
以下為近年1日平均乘車人次列表：
| 乘車人次變化 | 乘車人次變化    |
| 年度         | 1日平均乘車人次 |
| ------------ | --------------- |
| 1999         | 301             |
| 2000         | 318             |
| 2001         | 307             |
| 2002         | 414             |
| 2003         | 386             |
| 2004         | 408             |
| 2005         | 381             |
| 2006         | 357             |
| 2007         | 290             |
| 2008         | 259             |
| 2009         | 256             |
| 2010         | 288             |
| 2011         | 258             |
| 2012         | 269             |
| 2013         | 271             |
| 2014         | 244             |
| 2015         | 260             |
| 2016         | 216             |
| 2017         | 211             |
| 2018         | 200             |

## 相鄰車站
WILLER TRAINS（京都丹後鐵道）
宮豐線（宮津線）
- 特急「橋立」、「丹後接力號」停車站

快速（包含「丹後路」）、普通
峰山（T19）－網野（T20）－夕日浦木津溫泉（T21）

## 注腳
1. 1 2 3 4 5 6  曾根悟（監修）. 朝日新聞出版分冊百科編集部（編集） , 编. . 週刊朝日百科. 14号 神戸電鉄・能勢電鉄・北条鉄道・北近畿タンゴ鉄道. 朝日新聞出版. 2011-06-19: 21、27–28頁 （日语）.
2. ↑  . 京丹後市. 2014-06-20  [2015-11-30]. （原始内容存档于2015-12-08） （日语）.
3. ↑  『福知山鉄道管理局史』P663
4. ↑  広報きょうたんごおしらせ版 平成25年12月25日発行 4ページ （页面存档备份，存于）（日語）
5. ↑  京都府統計書（2005年前）
6. ↑  京丹後市統計書（2006年後）

## 外部連結
- 網野站 （页面存档备份，存于）（日語） - 京都丹後鐵道
- 京丹後市觀光協會 網野町分部 （页面存档备份，存于）（日語）